# باز السافانا
باز السافانا أو حُمَيْمِق السهوب (بوتيوجالوس ميريديوناليس) هو باز جارح كبير يتواجد في حواف السافانا والمستنقعات المفتوحة.يتكاثر في جنوب بنما وترينيداد وبوليفيا وأوروغواي وتعتبر الأرجنتين من أهم مراكز تواجده.

## وصلات خارجية
- Savanna Hawk videos on the Internet Bird Collection
- Savanna Hawk photo gallery VIREO